# پالاتزو روفیا

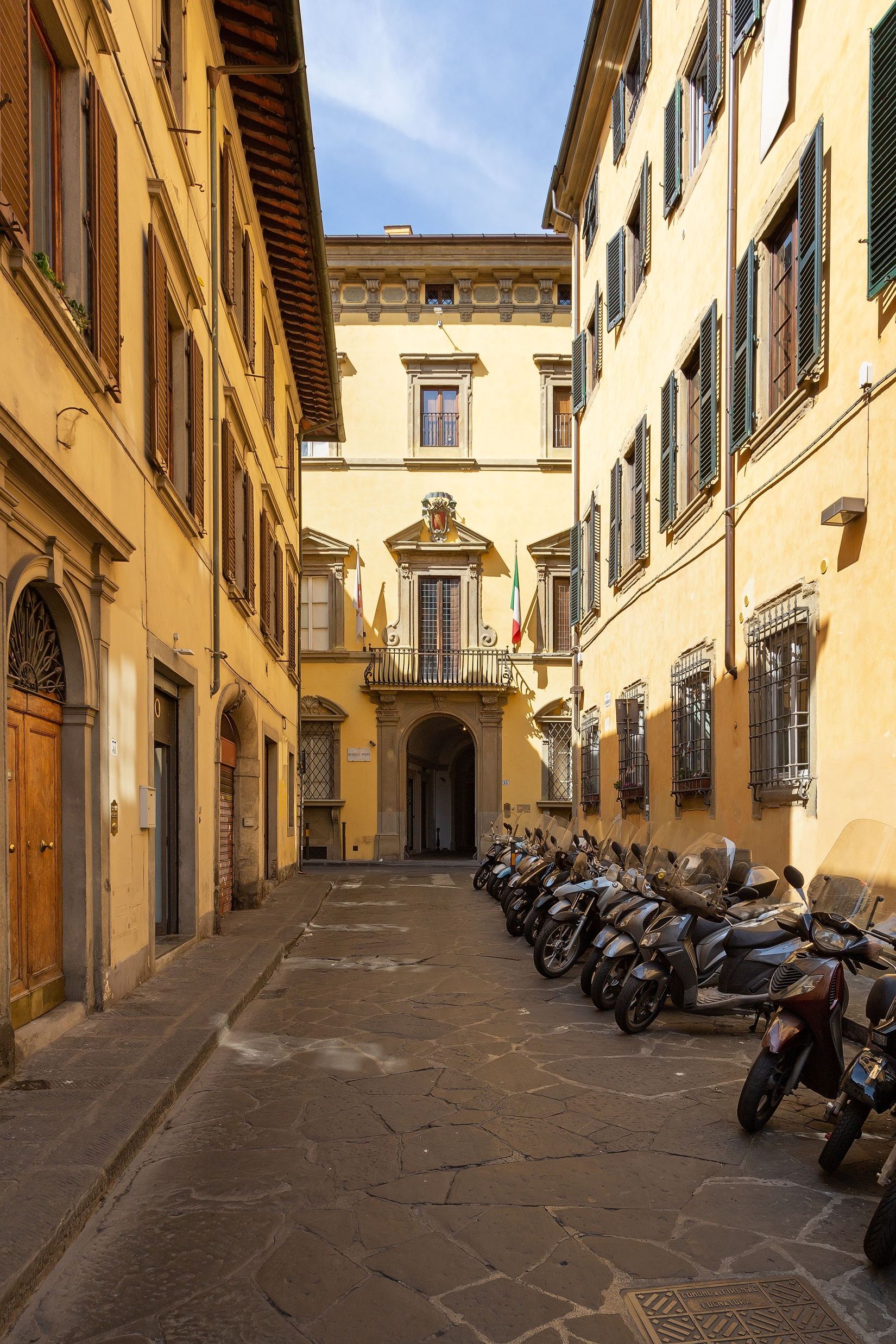
پلاتزو روفیا از via di Mezzo دیده می‌شود

پلاتزو روفیا (ایتالیایی: Palazzo Roffia) یک قصر باستانی مشهور در فلورانس است. این کاخ در فهرستی که در سال ۱۹۰۱ توسط اداره کل آثار باستانی و هنرهای زیبا تهیه شد، به عنوان یک بنای تاریخی به عنوان یک میراث هنری ملی در نظر گرفته شده است.

## تاریخچهٔ بنا
خانواده روفیا در سال ۱۶۴۶ از سان مینیاتو وارد شهر شدند و خانه ای باستانی از خانواده مونالدی باندینلی خریداری کردند. اولین کارهای توسعه ای که در پشت آن واقع شده‌اند به سال ۱۶۶۵ بازمی‌گردد، که فضای سبز را با اتاق‌های جدید توسعه یافته جایگزین کرد. پس از آن، یک خانه همسایه در سال ۱۶۷۲ خریداری شد. ایجاد یک ورودی جدید به سال ۱۶۹۶ برمی گردد، که توسط آنتونیو روفیا ساخته شد و توسط میشل مگنی، شاگرد جیووانی باتیستا فوگینی، با کمک خود آنتونیو روفیا، معمار آماتور، کارگردانی شد.
پس از خانواده روفیا، کاخ به مورلی، گرازیان لیبری، ماگرینی گرازیانی (پایان قرن نوزدهم) رسید و سپس به خانواده ملز کولوردو گرازانی که هنوز هم مالک آن هستند، رسید.